# Giovanni Garbo
Giovanni Garbo (Padova, 26 luglio 1912 – ...) è stato un calciatore e allenatore di calcio italiano, di ruolo portiere.

## Carriera
Debutta in Serie B nel 1934-1935 con la Catanzarese, disputando 13 partite. L'anno successivo passa nel Livorno non scendendo mai in campo e poi ritorna alla Catanzarese con cui disputa 29 partite nella Serie B 1936-1937.
Nel 1937 passa all'Anconitana con cui gioca per altri sei anni, di cui cinque in Serie B totalizzando 136 presenze.
Nel dopoguerra gioca tre stagioni nelle serie minori.

## Palmarès

### Giocatore

#### Competizioni nazionali
- Serie C: 1

Anconitana-Bianchi: 1941-1942